# Distrito de Bhadrak
Bhadrak (en oriya: ଭଦ୍ରକ ଜିଲା) es un distrito de la India en el estado de Orissa. Código ISO: IN.OR.BH.
Comprende una superficie de 2788 km².
El centro administrativo es la ciudad de Bhadrak.

## Demografía
Según censo 2011 contaba con una población total de 1506522 habitantes, de los cuales 745 931 eran mujeres y 760 591 varones.